# Monumento del 22 de noviembre de 1970
El Monumento del 22 de noviembre de 1970 (en francés: Monument du 22 Novembre 1970) es un monumento en Conakri, Guinea que celebra la derrota del intento de golpe de Estado encabezado por las tropas portuguesas en 1970, denominada Operación Mar Verde. El 21 de noviembre de 1970 Un grupo de tropas portuguesas asistidas por combatientes de Guinea invadideron Conakri por el mar en un intento de derrocar al régimen de Ahmed Sékou Touré. Capturaron el Campamento Boiro y liberaron a los prisioneros. El comandante del campo Siaka Touré logró esconderse, pero el general Lansana Diana, ministro de Defensa, fue capturado. Más tarde se escapó y se refugió con el embajador de Argelia. El intento de golpe de Estado fracasó, y tras eso muchos opositores al régimen fueron detenidos y encarcelados en el campo de Boiro.  La construcción del monumento comenzó la tarde del 22 de noviembre de 1971 en memoria de las víctimas del golpe de Estado. El presidente Sekou Touré puso la primera piedra. La ocasión contó con la presencia de muchos funcionarios de Guinea, y trabajadores chinos en el sitio de construcción. El Encargado de Negocios de China Tsao Kouan-lin, pronunció un discurso alabando la amistad combativa entre los pueblos de Guinea y China.

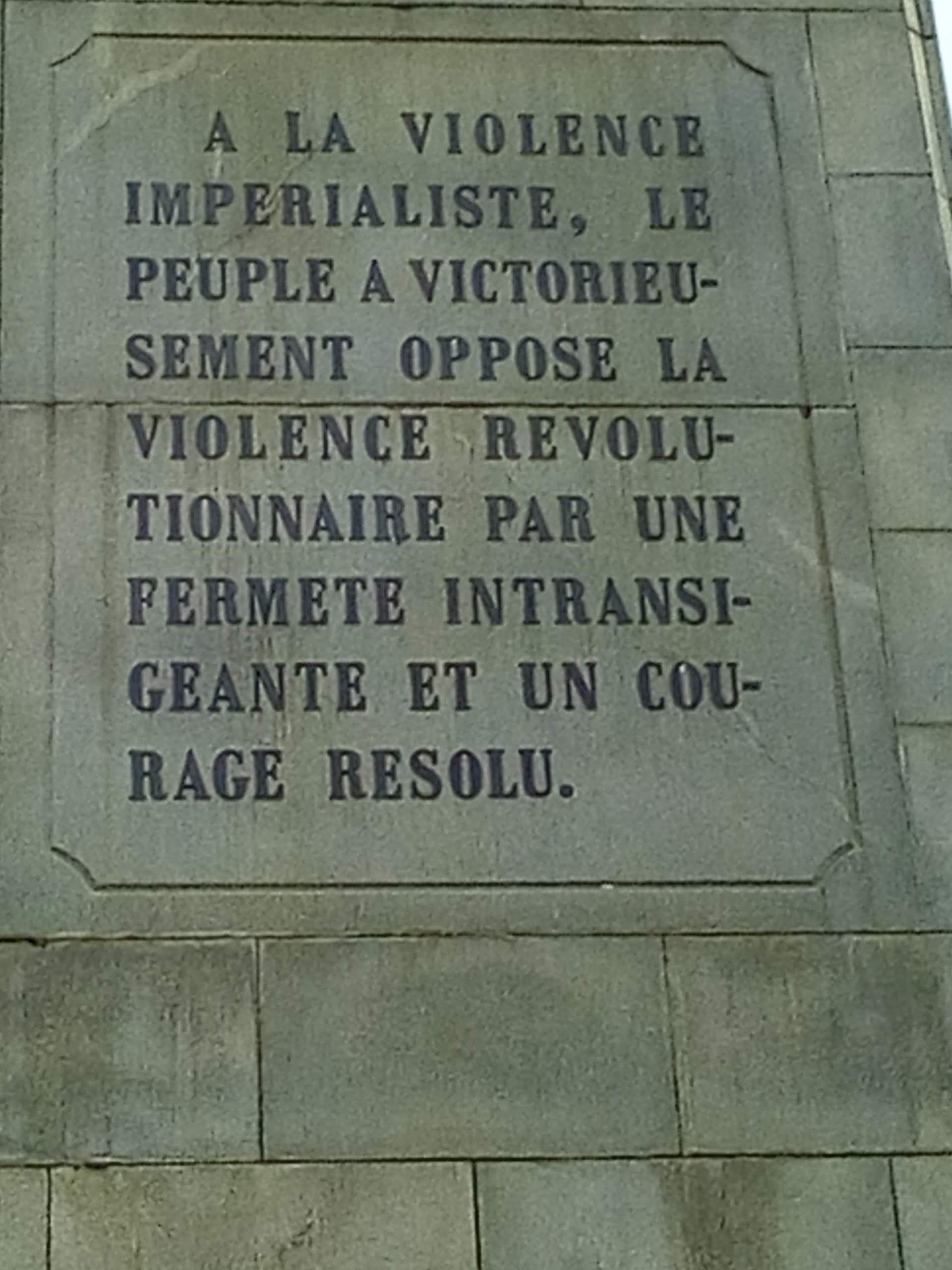

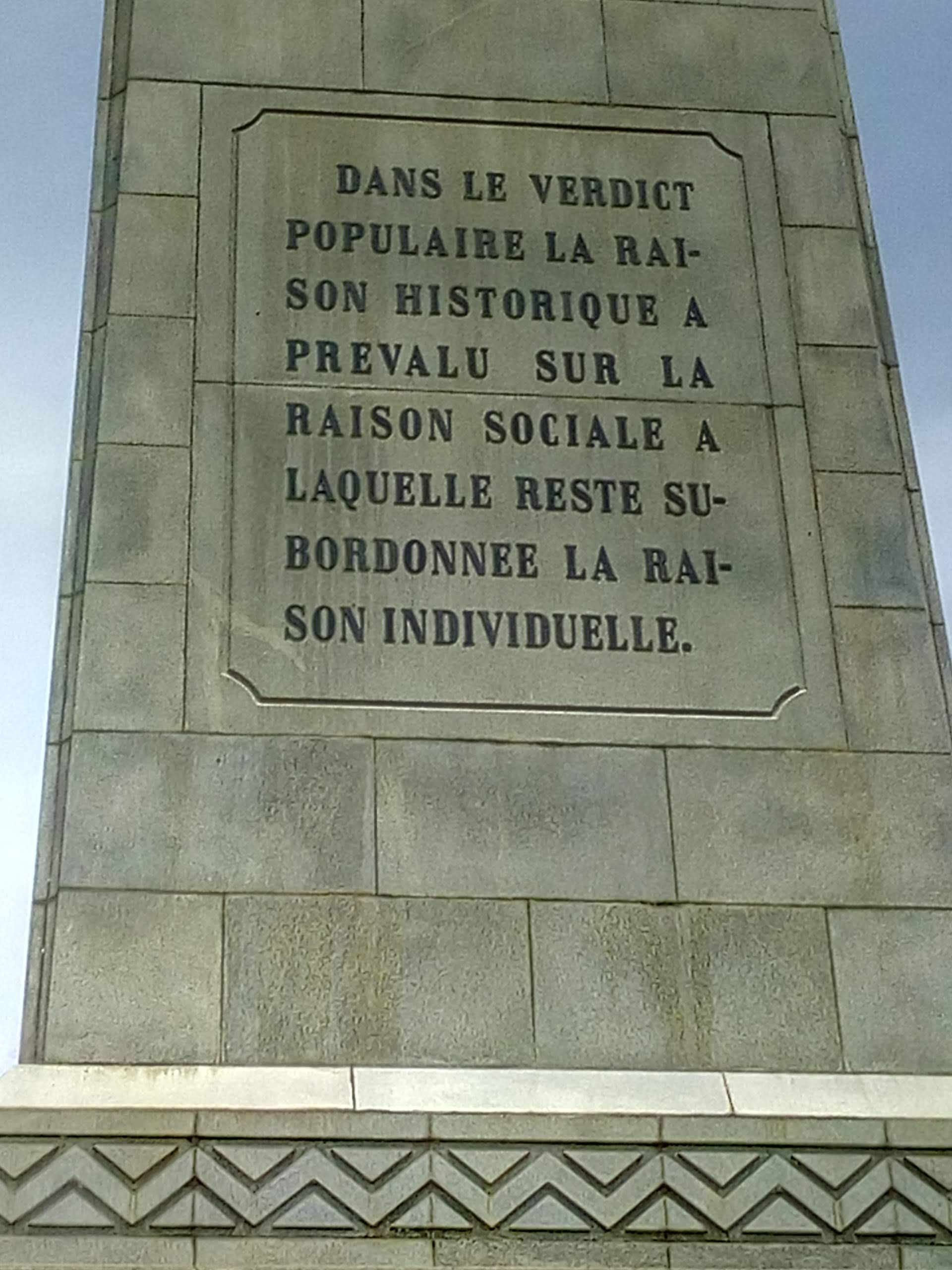